# Hwicce
Hwicce var et angelsaksisk kongerige. Ifølge den Angelsaksiske Krønike blev kongeriget etableret i 577 efter slaget ved Deorham. Efter 628 blev kongeriget en klientstat eller underkongerige under Mercia som resultat af slaget ved Cirencester.
Tribal Hidage vurderede Hwicce til at være 7.000 hudes, en landsburgsøkonomi der kunne sammenligne med Essex eller Sussex.
Kongerigets præcise grænser er usikre, men de svarede sandsynligvis nogenlunde med det tidligere Worcester bispedømme, der blev grundlagt i 679–680, hvis tidlige biskopper havde titlen Episcopus Hwicciorum. Kongeriget har derfor inkluderet Worcestershire bortset fra den nordvestlige spids, Gloucestershire bortset fra Forest of Dean, og den sydvestlige halvdel af Warwickshire, området Bath nord for Avon, dele af det vestlige Oxfordshire og mindre dele af Herefordshire, Shropshire, Staffordshire og det nordvestlige Wiltshire.

## Konger
Der findes ingen samtidige liste over kongerne af Hwicce, og den følgende liste er baseret på forskellige historikeres forsøg på at genskabe kongerækken fra primærkilder. Nogle konger af Hwicce har tilsyneladende regeret sammen i hele eller dele af deres regeringstid. Dette giver en overlap i de angivne regeringstperiode.
En ealdorman var en højtrangerende kongelige embedsman og magistrat for et angelsaksisk. Dette blev ændrit til det latinske dux, præfectus eller comes.
| Navn       | Regeringstid         | Noter |
| ---------- | -------------------- | --- |
|            | 628                  | Kongerige erobret af Penda af Mercia. |
| Konger     |                      | |
| Eanhere    | Midt 600-tallet      | |
| Eanfrith   | Midt 600-tallet      | Bror til Eanhere. |
| Osric      | Aktiv i 670'erne     | Begravet i Gloucester Cathedral. |
| Oshere     | Aktiv i 690'erne     | Bror til Osric. Død før 716. |
| Æthelheard | Aktiv i 709          | Søn af Oshere. Udskrev charter med Æthelweard. |
| Æthelweard | Aktiv i 709          | Søn af Oshere. |
| Æthelric   | Aktiv i 736          | Søn af Oshere. |
| Eanberht   | Aktiv i 750'erne     | Ikke beskrevet efter 759. |
| Uhtred     | Aktiv 750'erne – 779 | |
| Ealdred    | Aktiv 750'erne – 778 | |
|            | 780'erne             | Assimilering af Hwicce ind i Mercia færdiggjort. |
| Ealdormen  |                      | |
| Æthelmund  | c. 796-802           | Død i slag i 802. |
| ?Æthelric  | fl. 804              | Søn af Æthelmund. Hans testamente fra 804 efterspørges begravelse ved Deerhurst.                                                                                |
| Leofwine   | d.c.1023             | Far til Leofric, jarl af Mercia |
| Odda       | d.1056               | Opførte Odda's Chapel i Deerhurst for sin bror Ælfrics sjæl og frelse. Begravet ved Pershore. Hans myndighedsområde inkluderede sandsynligvis ikke hele Hwicce. |

## Andre notable personer fra Hwicce
- Æthelmod gav land til abbed Beorngyth i oktober 680 og var sandsynligvis medlem af kongefamlien.[9]
- Osred (c. 693), der var thegn i Hwicce, er blevet beskrevet af nogle historikere som konge.[10]